# ほめ×ほめナイト
『ほめ×ほめナイト』はRKB毎日放送（RKBラジオ）が2021年4月4日（日）から放送しているトーク番組。

## 概要
2021年2月28日に放送された『日曜 mo R。』における『ほめ・ほめCLUB』をレギュラー化して2021年4月4日に放送開始。RKBの若手女性アナウンサー2人が「ホメニスト」と称し、リスナー（ほめナー）を言葉が尽きるまで褒めていく。Twitterで実況する際の公式ハッシュタグは「#ほめほめナイト」。
2021年4月25日放送のTBSラジオ『爆笑問題の日曜サンデー』の企画『全日本ラジオ新番組選手権2021』で紹介され、リスナー投票で3位を獲得した。その他、情報誌『テレビブロス』にインタビューが掲載されたり、RSK山陽放送『あもーれ!マッタリーノ』の『坂の盗耳』のコーナーでも取り上げられている。
放送開始から2022年9月25日放送分までは福岡のRKB本社にて収録していたが、9月30日に辻がRKBを退職したため、翌週10月2日放送分から本田は福岡・辻はRKB東京スタジオから収録する「遠距離ほめほめ」形式で番組を放送していた。その後、2023年6月25日放送分をもって辻が番組を卒業。翌週7月2日からはRKB新人アナウンサーの橋本由紀が新パーソナリティに就任、また収録方式も「遠距離ほめほめ」から両者ともにRKB本社での収録に戻った。
2023年10月の改編で『ラジ+ナイト』レーベルに枠移動。これに伴い、隔週放送に変更となった。2024年4月からは土曜深夜に移行し毎週の放送が復活。

## 放送時間
- 第2・4・5日曜日 24:30 - 25:00（JST。2024年4月6日 -  ）

### 過去の放送時間
- 日曜日 22:00 - 22:30[12]（JST。放送開始 - 2023年9月24日）
- 第2・4・5日曜日 24:30 - 25:00（JST。2023年10月9日[11] -  2024年3月31日） - 『ラジ+ナイト』レーベルの1コンテンツとして「舞鶴よかとのここが!福岡!よかろうもん!?」と交互に放送

## パーソナリティ
- 本田奈也花（RKBアナウンサー。放送開始〜）
- 橋本由紀（RKBアナウンサー。2023年7月2日〜）

## 元パーソナリティ
- 辻満里奈（セント・フォース所属フリーアナウンサー[13]。放送開始〜2023年6月25日）

## コーナー
ほめナーさんをほめ×ほめタイム
リスナーから募集したメッセージ内容に応じて、パーソナリティ2人がほめていくメインコーナー。ほめる際はASMR風の音声になる。
サンデーナイトのほめ×ほめ女子会
パーソナリティ2人がほめたい物事を紹介するコーナー。
ほめ×ほめフォーチュンテリング
明日を頑張るための占いなどの結果を紹介するコーナー。
ほめ×ほめアイドル
毎月最終週に本田が好きなアイドルを紹介するコーナー。

## イベント
- 2024年10月26日、「しものせき海響グルメフェス2024」会場（山口県下関市・あるかぽーと親水緑地）にてHKT48のももち浜ラジオ局とのコラボ公開収録を実施[15]。